# Yhdystie 1930
La route de liaison 1930 (en finnois : Yhdystie 1930)  est une route de liaison  dans la region de Finlande-Propre en Finlande.

## Description
La route de liaison 1930 part de Hellemaa à Naantali et va jusqu'a Mynämäki. 
La longueur de la route est de 34 kilomètres.

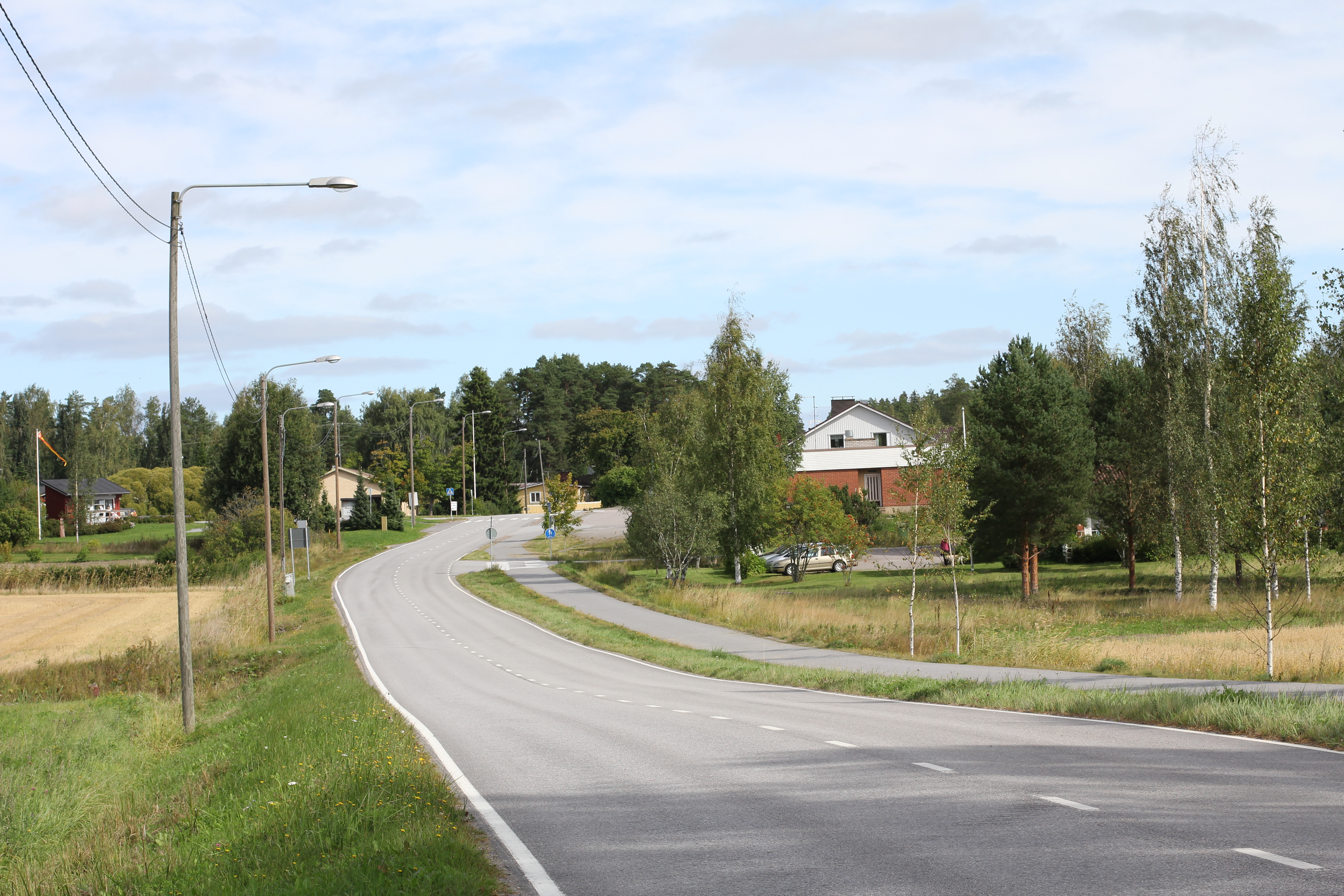
La route de liaison 1930 à Askainen

## Parcours
- Naantali
  - Hellemaa
  - Merimasku
  - Rauduinen
- Masku, Askainen
- Mynämäki, Mietoinen
- Mynämäki